# 高延宗
高 延宗（こう えんそう、武定2年（544年） - 建徳7年（577年））は、北朝北斉の皇帝。ただし正史では即位は認められておらず、王号で安徳王（あんとくおう）と呼ばれる。高澄の息子で、兄に蘭陵王高長恭がいる（高長恭の母が不詳のため、同母兄か異母兄であるかは不明）。

## 経歴
高澄の五男。母は側室の陳氏（もとの広陽王元湛の家妓）。
父の高澄は高歓の長男であったが、暗殺されてその同母弟の高洋（文宣帝）が後継者となり、北斉を興した。高延宗は叔父の高洋から寵愛を受け、安徳王に封ぜられた。
剛毅硬直な人物で、兄の高長恭が北周・突厥の連合軍を破って凱旋したときも、一人だけ「四兄様（長恭）は戦いがおわかりでない。どうしてそのまま北周を攻め取ってやらなかったのだ」と言ったが、長恭の妃鄭氏が施仏したネックレスを高孝珩が買い戻させたことを、手紙で諫めている。また高孝琬が武成帝に殺害された時には激しく悲嘆し、武成帝を象った人形に「なぜ我が兄を殺した！？」と言って鞭打ったという。
高長恭と斛律光が粛清され、また南朝陳に侵食されたのを契機に北周による侵攻が開始された。その中で祖廟を守るべく奮戦するも、北斉軍は壊走し状況が緊迫してきた。副都の晋陽に北周軍が達するに及び、後主に対し徹底抗戦を主張したが、後主は全責任を高延宗に押し付けて逃走してしまう。そのため部下の将帥たちから皇帝として擁立され、北周の軍勢に対抗した。結局は北周に大敗し、晋陽は陥落、捕らわれの身になってしまう。
その後は北周で賓客として待遇されたが、それを甘受せず毒薬を仰ぐことが数度あった。後に穆提婆の反乱未遂の疑いに連座して高氏一族が誅滅された際に、殺害されることを潔しとせず自殺した。享年34。

## フィクション
2013年に制作された中国と台湾の合作のテレビドラマ『蘭陵王』では兄である蘭陵王の良き理解者として登場。史実とは異なり、北斉滅亡後も生き残っている。

## 史料
- 『北史』巻8「後主」、巻52「文襄子」
- 『北斉書』巻8「後主」、巻11「安徳王」